# Fekésházy György
Fekésházy György (Gyöngyös, 18. század – 19. század) állatorvos. Az ivánkai uradalom kormányzója volt. Gulyás szerint Szinnyei valószínűleg tévesen állítja, hogy állatorvos; egyik munkájából kiderül, hogy 1787-ben Grassalkovics herceg kasznárja volt Pesten. Ezen könyvben chirurgusként és marha-orvosként hivatkoznak rá. A fennmaradt adatok szerint különféle titkos gyógyszereket talált fel, többnyire a marhavész ellen, ezeket pedig saját röpiratai és a korabeli újságok révén is terjesztette. Tolnay Sándor állatorvos-tanár be is tiltatta egyik orvosságának árusítását.

## Munkái
- Marhadögről és az ellen való orvosságról némely jegyzések. Pest, 1787. (Fékes György névvel.)
- Von der allgemeinen Viehseuche und von dem Arzneimittel… Pest, 1787. (Fekesch György névvel.)
- Fekésházy Györgynek némely jegyzései az házi állatokban termő ismeretes férgekről, mint sok nyavalyáknak, sőt még a marha dögnek első főbb okairól a juhokról és házi baromfiak neveléséről. Pest, 1789. (Végén: Némely orvoslásnak módjáról, és az embereknek maga alkalmaztatásáról; az orvos doktorok nélkül szükösöknek kedvekért kölcsönzött versek.)
- Entdeckung der Urkeime vieler Seuchen, nämlich von Ungeziefern und Würmern der Hausthiere, dann der Schaafkrankheiten und etwas von gefliegelten Thieren. Pressburg, 1790.
- Fekésházy Györgynek hathatós orvossága marhadög ellen, azzal való élésnek módgya és haszna. Pest, 1791. és 1793.
- Arzneimittel wider die allgemeine Viehseuche, dann vollständiger Unterricht von dessen Gebrauch und Nutzen. Pest, 1791.
- Barmok-orvossának Fekésházy Györgynek marha dög ellen tulajdon orvosságáról és annak hasznos erejérűl hiteles bizonyságok. Pest, 1794.
- Búvár, vagy-is F. Gy.-nek különös elmélkedése a marhadögről, annak eredeti okairól és tulajdon orvosságárúl, ugymint az ugynevezett katonaporrul, annak csinálásárul, erejérül, hasznárul és véle élésnek módgyárul, melyet nemes magyar hazának boldogulásáért világosságra bocsájtott. Pest, 1794. és 1801. 1802. (Ugyanez németül, ford. Katona József. Pest, 1813.)